# Edificio Santiago Centro
El Edificio Santiago Centro es un edificio ubicado en el centro de Santiago, la capital de Chie. Se ubica en Avda Libertador Bernardo O`Higgins 949, cerca de los edificios administrativos más importantes de la nación y del paseo Ahumada. Mide 93,82 metros de altura y tiene 25 pisos. Fue terminado en 1972.

## Historia

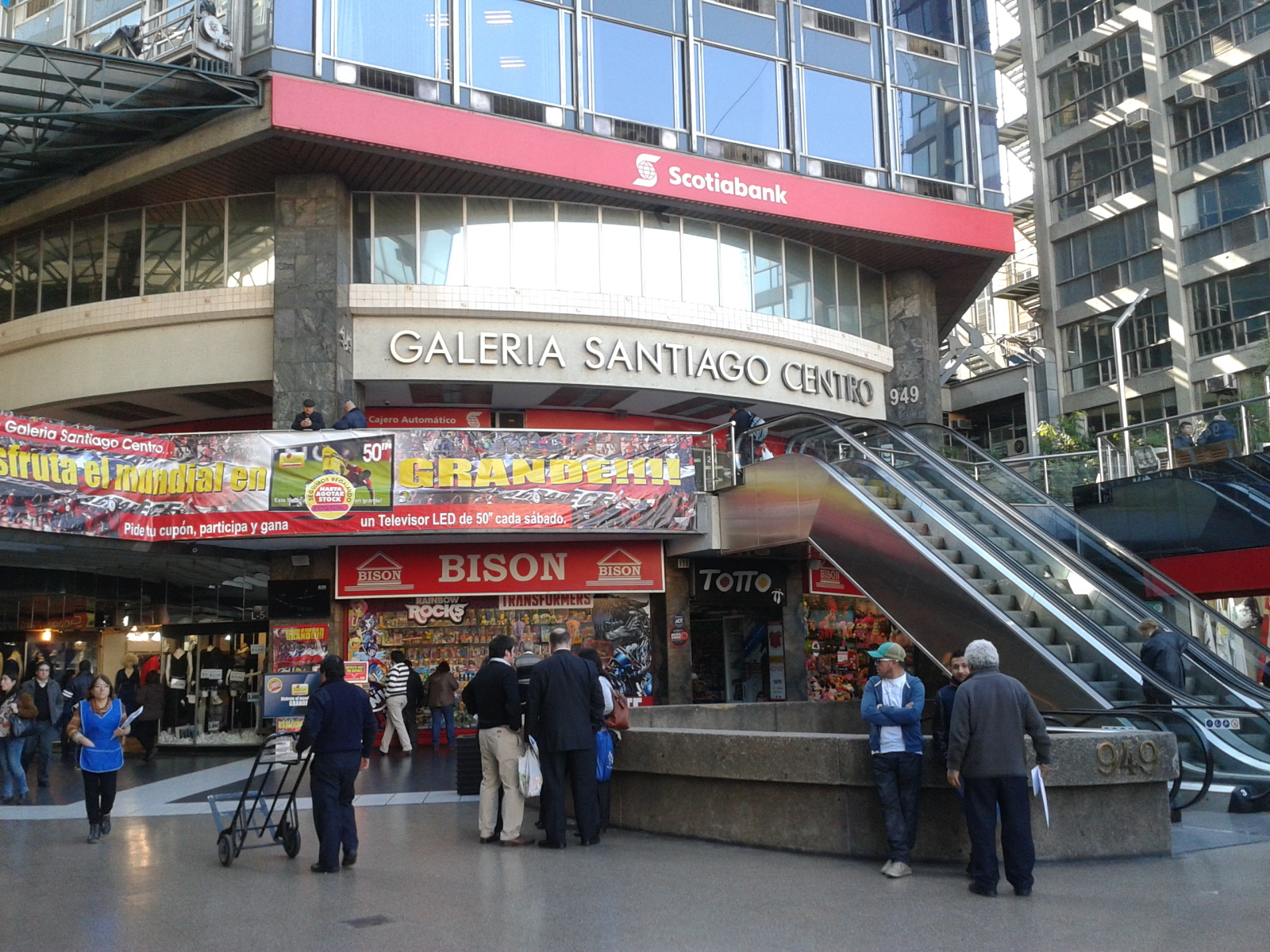
Acercamiento del primer piso.

El dueño original era David J. Bogolasky Sack, y el terreno albergaba antiguamente las dependencias del Ministerio de Educación. Es una obra de los arquitectos Jorge Aguirre Silva, Carlos Bolton, Luis Prieto, Sergio Larraín y A. Labarca, y fue construida por Desco luego de estudios preliminares desarrollados entre 1964 y 1966.
Comenzó su construcción a fines de 1967, y concluyó en 1972, siendo dedicado principalmente a oficinas; la torre A, anexa al edificio principal, fue adquirida por la Caja de Previsión de Empleados Particulares, y la torre C albergaría la sede de la Corporación de Servicios Habitacionales (Corhabit).
En su primer piso y primer nivel del subterráneo se encuentra desde 1980 la "Galería Comercial Santiago Centro", con más de 200 locales comerciales entre los que se cuentan ópticas, jugueterías, servicios bancarios, computacionales, celulares y fotografía, farmacias, peluquerías, vestuario femenino, masculino e infantil, restaurantes, librerías, entre otros. Se encuentra conectado a la estación del metro Universidad de Chile (líneas 1 y 3).